# Girl, You'll Be a Woman Soon
Singles de Neil Diamond
You Got to Me
(1967) I Thank the Lord for the Night Time
(1967)
Girl, You'll Be a Woman Soon (anglais : Fille, tu seras bientôt une femme) est une chanson écrite et interprétée par Neil Diamond, sortie dans l'album Just For You (en) en 1967. Elle s'est classée n°10 au Billboard Hot 100 cette même année.

## Reprises
Cette chanson a connu une « seconde vie » en 1994, alors qu'elle est reprise par le groupe Urge Overkill, dans la bande originale du film Pulp Fiction de Quentin Tarantino. D'autres versions ont été enregistrées par Cliff Richard (1968), Gary Puckett and the Union Gap (1969), the Biddu Orchestra (en) (1978) et 16 Volt (1998). Une reprise a été faite par Bert Voordeckers, candidat de la saison 1 de The Voice aux Pays-Bas. La chanson a parallèlement été enregistrée en français dès 1968 et est devenue "Viens tout connaître", paroles de Mya Simille, interprétée par Dick Rivers, et fut un succès au Québec. 
On peut également entendre la chanson dans le film War Dogs (2016) et dans la série Supernatural saison 11 à la fin de l'épisode 6.

## Classement
Neil DiamondexJust For You (en)
| Pays (1967)                    | Position |
| ------------------------------ | -------- |
| États-Unis (Billboard Hot 100) | 10       |
| Pays (1971)                    | Position |
| Pays-Bas                       | 27       |

Urge OverkillPulp Fiction (bande originale)
| Pays (1994/95)                           | Position |
| ---------------------------------------- | -------- |
| Australie (ARIA Charts)                  | 21       |
| Australie (Singles chart (en))           | 22       |
| Belgique                                 | 29       |
| France                                   | 10       |
| Nouvelle-Zélande                         | 19       |
| Royaume-Uni                              | 37       |
| États-Unis (Billboard Hot 100)           | 59       |
| États-Unis (Hot Modern Rock Tracks (en)) | 11       |